# 幕府陸軍の将校
陸軍歴史によると幕府陸軍の諸将校の人名として就任順に下記が挙げられている。

## 幕府陸軍の将校

### 陸軍奉行
- 大関肥後守忠裕　（文久2年12月1日 - 文久3年3月15日）
- 土井大隅守利善　（文久3年5月1日 - 文久3年6月16日）
- 竹中丹後守重固　（元治元年10月11日 - 慶応2年10月8日）
- 神保遠江守相徳　（慶応元年5月11日 - 慶応元年5月15日）
- 松平縫殿頭乗謨　（慶応元年5月18日 - 慶応元年12月1日）
- 溝口伊勢守勝如　（慶応元年7月17日 - 慶応2年10月8日）
- 稲葉兵部少輔正巳　（慶応2年8月4日 - 慶応2年12月28日）
- 石川若狭守総管　（慶応3年1月19日 - 慶応4年1月23日）
- 浅野美作守氏祐　（慶応3年4月7日 - 慶応4年1月23日）
- 竹中丹後守重固　（慶応3年10月26日 - 慶応4年2月9日）

### 陸軍奉行並
- 小栗豊後守忠順　（文久3年7月10日 - 文久3年7月29日）
- 川勝丹波守広運　（文久3年8月2日 - 元治元年8月19日）
- 溝口伊勢守勝如　（元治元年8月21日 - 慶応元年7月17日）
- 浅野伊賀守氏祐　（慶応元年5月23日 - 慶応2年9月27日）
- 小笠原筑後守長常　（慶応2年6月20日 - 慶応2年8月5日）
- 駒井甲斐守朝温　（慶応2年8月11日 - 慶応2年12月3日）
- 織田宮内大輔信愛　（慶応2年9月16日 - 慶応3年1月19日）
- 竹中丹後守重固　（慶応2年10月8日 - 慶応3年10月26日）
- 溝口伊勢守勝如　（慶応3年10月26日 - 慶応3年1月26日）
- 石川若狭守総管　（慶応2年10月15日 - 慶応3年1月19日）
- 遠藤但馬守胤城　（慶応2年11月26日 - 慶応3年3月1日）
- 山口駿河守直毅　（慶応2年12月3日 - 慶応2年12月28日）
- 駒井甲斐守朝温　（慶応3年1月19日 - 慶応4年1月28日）
- 浅野美作守氏祐　（慶応3年3月22日 - 慶応3年4月7日）
- 藤沢志摩守次謙　（慶応3年5月6日 - 慶応4年1月24日）
- 合原左衛門義直　（慶応3年6月10日 - 慶応4年1月28日）
- 戸田長門守忠行　（慶応3年6月21日 - 慶応4年2月19日）
- 松平右京亮輝照　（慶応3年10月29日 - 慶応4年2月）
- 松平能登守乗命　（慶応3年10月29日 - 慶応4年2月）
- 小栗上野介忠順　（慶応3年12月28日 - 慶応4年1月15日）
- 大久保主膳正　（慶応3年12月 - 慶応4年2月9日）
- 戸田肥後守勝強　（慶応3年12月 - 慶応4年1月28日）
- 駒井相模守信興　（慶応4年5月5日 - 慶応4年4月22日）
- 高力主計頭忠良　（慶応3年12月 - 慶応4年1月28日）
- 松平太郎　（慶応4年2月26日 - ?）

### 騎兵奉行
- 山口信濃守直毅　（文久3年3月11日 - 文久3年5月1日）
- 神保伯耆守長興　（文久3年5月8日 - 文久3年11月8日）
- 京極能登守高朗　（文久3年11月28日 - 元治元年6月24日）
- 山口駿河守直毅　（慶応2年11月4日 - 慶応2年12月3日）

### 騎兵頭
- 山口織部直邦
- 長井五右衛門昌言

- 倉橋育之介
- 貴志弥三郎

- 成島甲子太郎

### 騎兵頭並
- 倉橋育之助
- 貴志弥三郎
- 山角磯之助

- 成島甲子太郎
- 白戸石介
- 福田八郎右衛門

- 益田徳之進
- 宮重一之助

### 歩兵奉行
- 小栗豊後守忠順　（文久2年12月1日 - 文久3年4月23日）
- 溝口伊勢守勝如　（文久3年5月1日 - 元治元年8月21日）
- 下曽根甲斐守信之　（文久3年6月22日 - 元治元年10月12日）（信敦の間違いか）
- 藤沢志摩守次謙　（元治元年6月21日 - 元治元年7月21日）
- 黒川近江守盛泰　（元治元年7月23日 - 元治元年9月28日）
- 小出播磨守英道　（元治元年10月5日 - 慶応3年9月20日）
- 河野伊予守通俰　（元治2年4月6日 - 慶応3年12月28日）
- 駒井甲斐守朝温　（慶応元年5月11日 - 慶応元年6月19日）
- 山口駿河守直毅　（慶応2年8月5日 - 慶応2年11月4日）
- 富永駿河守　（慶応2年8月8日 - 慶応4年3月1日）
- 久世下野守広道　（慶応2年11月15日 - 慶応3年1月8日）
- 藤沢志摩守次謙　（慶応3年1月19日 - 慶応3年5月6日）
- 戸田肥後守勝強　（慶応3年5月1日 - 慶応3年12月）
- 小出播磨守英道　（慶応3年10月23日 - 慶応4年2月9日）
- 向井豊前守　（慶応3年10月23日 - 慶応4年3月6日）
- 城和泉守　（慶応3年12月12日 - 慶応4年2月19日）
- 佐久間近江守　（慶応3年12月 - 慶応4年1月3日）
- 牧野土佐守　（慶応3年12月 - 慶応4年2月9日）
- 横田伊豆守　（慶応3年12月 - 慶応4年4月）
- 大鳥圭介　（慶応4年2月28日 - ?）
- 徳山出羽守　（慶応3年12月 - ?）
- 井上八郎　（慶応4年閏4月5日 - ?）

### 歩兵頭
- 松平仲乗原
- 溝口八十五郎
- 小出内記英道
- 藤沢主税次謙
- 朝比奈伊賀守昌広
- 滝川主殿元以
- 河野権右衛門通俰
- 駒井山城守朝温
- 成瀬弥五郎
- 富永雄之助
- 久世右馬吉広道
- 戸田五助
- 平岡四郎兵衛

- 向井左門
- 高木宮内守庸
- 合原伊勢守義直
- 浅野隼人長発
- 小笠原友之丞
- 牧野若狭守
- 城織部
- 佐久間小左衛門
- 深津弥左衛門
- 徳山五兵衛
- 岡田左一郎
- 福王平左衛門
- 多賀外記

- 横田五郎三郎（伊豆守）
- 河野外一郎
- 窪田備前守鎮章
- 秋山鉄太郎
- 白戸石介
- 大鳥圭介
- 松平太郎
- 福田作太郎
- 福王金三郎
- 八田篤蔵
- 竹村譲之助

### 歩兵頭並
- 飯田庄蔵
- 榊原鏡次郎
- 平岡四郎兵衛
- 城鶴次郎
- 横田五郎三郎（伊豆守）
- 富永雄之助
- 川勝光之助
- 久世右馬吉（下野守）
- 赤松八兵衛
- 徳山鋼太郎
- 北条新太郎
- 岡田左一郎
- 三宅大学
- 井上啓次郎
- 森川荘次郎
- 深津弥左衛門
- 都筑鐐太郎
- 朝比奈織之丞
- 成島甲子太郎
- 秋山鉄太郎
- 河津駿河守祐邦
- 大沢顕一郎
- 久留左京亮

- 関口左近将監
- 佐久間小左衛門
- 川路太郎
- 河野外一郎
- 福田作太郎
- 跡部越前守
- 吉川金次郎
- 由比図書
- 栗本貞次郎
- 保科俊太郎
- 福王金三郎
- 金田熊之助
- 天野釣之丞
- 荒井郁之助
- 関重二郎
- 小笠原石見守
- 窪田泉太郎
- 小笠原六五郎
- 加藤平内
- 大沢顕一郎
- 大鳥圭介
- 庄勘之助
- 新庄源六郎

- 蜷川邦之助
- 松平鎌蔵
- 加藤筑後守
- 八田篤蔵
- 松田平三郎
- 林百郎
- 小林端一
- 三宅大学
- 平岡鎮太郎
- 沼間慎次郎
- 米田桂次郎
- 大築保太郎
- 松平太郎
- 幸田彦八郎
- 原嘉藤次
- 小菅辰之助
- 間宮帯刀
- 今西可師太郎
- 本多幸七郎
- 松岡四郎次郎
- 揖斐吉之助

### 歩兵差図役頭取
- 長山祐一郎

### 撤兵奉行
- 倉橋但馬守　（慶応4年1月28日 - 慶応4年4月）

### 撤兵奉行並
- 松平石見守　（慶応3年10月24日 - 慶応4年1月28日）
- 横田伊豆守　（慶応4年4月 - ?）

### 御持小筒組之頭
- 滝川主殿元以
- 松平巨摩助（左門）
- 田付主計直愛
- 井上兵庫

- 高力直三郎
- 大平鉱次郎
- 天野帰一
- 小笠原大和守

- 福田八郎右衛門
- 江原鋳三郎

### 御持小筒組之頭並
- 夏目杢之丞
- 松平左門
- 深津弥左衛門
- 大平鉱次郎
- 天野帰一
- 井上鉄之助
- 福王平左衛門
- 小笠原石見守
- 大久保求馬
- 高力直三郎

- 水谷主水
- 井上修理
- 塙健次郎
- 内藤土佐守
- 尾本久作
- 鈴木左仲
- 井上啓次郎
- 小笠原庄三郎
- 秋山鉄太郎
- 三浦新十郎

- 須田禄三郎
- 増田直八郎
- 堀 岩五郎
- 江原鋳三郎
- 戸田嘉十郎
- 真野覚之丞
- 揖斐吉之助
- 松岡四郎次郎
- 大岡主税

### 砲兵頭
- 御手洗幹一郎
- 万年真太郎

- 谷主計
- 原弥十郎

- 原田吾一
- 竹村譲之助

### 大砲組之頭
- 中山旗郎
- 下曽根次郎助
- 万年真太郎
- 塚原治左衛門
- 御手洗幹一郎
- 成瀬弥五郎
- 佐久間幡五郎
- 高尾惣十郎
- 矢田堀景蔵
- 若代銑太郎

- 井上左太夫
- 一色純一
- 戸田覚十郎
- 御手洗幹一郎
- 坂本復之助
- 谷主計
- 武田斐三郎
- 河津三郎太郎
- 吉田直次郎
- 間宮銕太郎

- 天野豊三郎
- 安藤鏐太郎
- 原田吾一
- 遠山修理亮
- 成瀬善四郎
- 坂本復之助
- 山田熊蔵
- 井上元七郎
- 日高圭三郎

### 新砲兵頭
- 原弥十郎

### 工兵頭
- 井上元七郎

### 工兵頭並
- 吉沢勇次郎

- 小菅辰之助

### 組合銃隊頭
- 加藤平内
- 三枝勘解由
- 松平外記
- 高力庸之丞
- 妻木主計
- 小笠原弥八郎長遠
- 土岐若狭守

- 藪益次郎忠良
- 石川又四郎正敬
- 三枝宗四郎守経
- 小笠原六五郎
- 富田継太郎
- 戸田鋠蔵
- 秋田元次郎

- 伊丹秀太郎
- 松平采女
- 杉浦左衛門正尹
- 酒井対馬守
- 水谷主水
- 渡辺虎之助
- 柴田七九郎

### 組合銃隊改役
- 柴田七九郎
- 近藤利三郎
- 青山内記
- 一色丹後守
- 土屋鈞之丞
- 大久保隼人教寛

- 諏訪主殿頭頼和
- 金田貞之助正勝
- 近藤登助
- 大久保式部
- 太田運八郎
- 安藤伝九郎

- 津田銈次郎
- 秋月幾三郎
- 松平図書
- 秋元隼人
- 土屋鈞之丞

### 銃隊奉行
- 八木但馬守補職　（慶応2年9月4日 - 慶応3年4月5日）
- 松平豊後守勝美　（慶応2年9月4日 - 慶応2年12月30日）
- 池田右近将監頼誠　（慶応2年12月26日 - 慶応4年2月23日）
- 久世下野守広道　（慶応3年1月8日 - 慶応4年4月16日）
- 大久保隼人教寛　（慶応3年7月26日 - 慶応4年2月9日）
- 井上越中守正常　（慶応4年4月21日 - ?）
- 竹村譲之助　（慶応4年3月 - 慶応4年4月25日）

### 奥詰銃隊頭並
- 上原友三郎
- 紅林勘解由

- 原嘉藤次

- 久須美七十五郎

### 銃隊頭
- 井上兵庫頭

- 大久保帯刀

- 多賀上総介

### 銃隊頭並
- 杉浦八郎五郎
- 美濃部勘兵衛
- 蜷川邦之助

- 宮崎七郎右衛門
- 多賀外記
- 横山半左衛門

- 滝川主殿
- 植村梅之助
- 土屋助三郎

### 遊撃隊頭
- 渡辺甲斐守孝綱
- 今堀登代太郎
- 岩田織部正

- 駒井但馬守
- 高橋伊勢守
- 小山太郎左衛門

- 高橋伊勢守
- 伊庭軍兵衛秀俊
- 井上八郎

### 精鋭隊頭
- 中条金之助

- 山岡鉄太郎

## 注記
1. ↑  勝（1975）、192頁